# Virginia Mayo
Pour les articles homonymes, voir Mayo.
Virginia Mayo, de son vrai nom Virginia Clara Jones, née à Saint-Louis (Missouri) le 30 novembre 1920, et morte le 17 janvier 2005 à Thousand Oaks (Californie), est une actrice américaine. Elle tourna essentiellement dans des comédies musicales, des westerns et des films d'aventure.

## Biographie
Dès l'âge de six ans, Virginia Clara Jones suit des cours d'art dramatique dans l'école de sa tante. Adolescente, au cours d'une tournée de la comédie musicale Pansy the Horse, elle prend pour nom de scène Virginia Mayo.
Repérée par un agent de la MGM au cours d'un spectacle à Broadway, elle signe un contrat avec Samuel Goldwyn, malgré un léger strabisme. Après des essais infructueux avec David O. Selznick, elle débute dans La Vie aventureuse de Jack London (1943) et rencontre l'acteur Michael O'Shea avec qui elle se marie en 1947. Leur fille Mary Catherine O'Shea naît en 1953.
Elle tourne à cette époque deux films avec Ronald Reagan, futur 40e président des États-Unis : Vénus devant ses juges (1949)  et La Collégienne en folie (1952).
À la télévision, à l'exception d'un rôle d'actrice de cinéma dans Santa Barbara en 1984, elle ne fait que des apparitions, comme dans L'Homme à la Rolls et Daktari dans les années 1960, Night Gallery et Police Story dans les années 1970, ou Arabesque, Les Enquêtes de Remington Steele et La croisière s'amuse dans les années 1980.

## Filmographie

### Cinéma
- 1943 : La Vie aventureuse de Jack London (The Story of Jack London) d'Alfred Santell : Mamie
- 1944 : Sept Jours à terre (Seven Days Ashore) de John H. Auer : Carole Dean
- 1944 : La Princesse et le Pirate  (The Princess and the Pirate) de David Butler : Princesse Margaret
- 1945 : Le Joyeux Phénomène (Wonder Man) de Bruce Humberstone : Ellen Shanley
- 1946 : Le Laitier de Brooklyn (The Kid from Brooklyn) de Norman Z. McLeod : Polly Pringle
- 1946 : Les Plus Belles Années de notre vie (The Best Years of Our Lives) de William Wyler : Marie Derry
- 1947 : Out of the Blue de Leigh Jason : Deborah Tyler
- 1947 : La Vie secrète de Walter Mitty (The Secret Life of Walter Mitty) de Norman Z. McLeod : Rosalind Van Hoorn
- 1948 : Smart Girls Don't Talk (en) de Richard L. Bare : Linda Vickers
- 1948 : Si bémol et Fa dièse (A Song Is Born) de Howard Hawks : Honey Swanson
- 1949 : Flaxy Martin de Richard L. Bare : Flaxy Martin
- 1949 : La Fille du désert (Colorado Territory) de Raoul Walsh : Colorado Carson
- 1949 : Vénus devant ses juges (The Girl from Jones Beach) de Peter Godfrey : Ruth Wilson
- 1949 : L'enfer est à lui (White Heat) de Raoul Walsh : Verna Jarrett
- 1949 : Feu rouge (Red Light) de Roy Del Ruth : Carla North
- 1949 : Always Leave Them Laughing de Roy Del Ruth : Nancy Eagen
- 1950 : Du sang sur le tapis vert (Backfire) de Vincent Sherman : Nurse Julie Benson
- 1950 : La Flèche et le Flambeau (The Flame and the Arrow) de Jacques Tourneur : Anne De Hesse
- 1950 : Les Cadets de West Point (The West Point Story) de Roy Del Ruth : Eve Dillon
- 1951 : Capitaine sans peur (Captain Horatio Hornblower) de Raoul Walsh : Lady Barbara Wellesley
- 1951 : Une corde pour te pendre (Along the Great Divide) de Raoul Walsh : Ann Keith
- 1951 : Elle cherche un millionnaire (Painting the Clouds with Sunshine) de David Butler : Carole
- 1951 : La Ronde des étoiles (Starlift) de Roy Del Ruth : Elle-même
- 1952 : La Collégienne en folie (She's Working Her Way Through College) de H. Bruce Humberstone : Angela Gardner
- 1952 : La Maîtresse de fer (The Iron Mistress) de Gordon Douglas : Judalon De Bornay
- 1953 : Catherine et son amant (She's Back on Broadway) de Gordon Douglas : Catherine Terris
- 1953 : Le Bagarreur du Pacifique (South Sea Woman) de Arthur Lubin : Ginger Martin
- 1953 : La Nuit sauvage (Devil's Canyon) de Alfred Werker : Abby Nixon
- 1954 : Richard Cœur de Lion (King Richard and the Crusaders) de David Butler : Lady Edith Plantagenet
- 1954 : Le Calice d'argent (The Silver Chalice) de Victor Saville : Helena
- 1955 : Les Perles sanglantes (Pearl of the South Pacific) de Allan Dwan : Rita Delaine
- 1956 : L'Or et l'Amour (Great Day in the Morning) de Jacques Tourneur : Ann Merry Alaine
- 1956 : Le Shérif  (The Proud Ones) de Robert D. Webb : Sally
- 1956 : Intrigue au Congo  (Congo Crossing) de Joseph Pevney : Louise Whitman
- 1957 : Les Loups dans la vallée (The Big Land) de Gordon Douglas : Helen Jagger
- 1957 : L'Histoire de l'humanité (The story of Mankind) de Irwin Allen : Cléopâtre
- 1957 : Violence dans la vallée (The Tall Stranger) de Thomas Carr : Ellen
- 1958 : Sur la piste des Comanches (Fort Dobbs) de Gordon Douglas : Celia Gray
- 1959 : Le Courrier de l'or (Westbound) de Budd Boetticher : Norma Putnam
- 1959 : Bagarre au-dessus de l'Atlantique (Jet Over the Atlantic) de Byron Haskin : Jean Gurney
- 1961 : La révolte des mercenaires (La rivolta dei mercenari) de Piero Costa : Lady Patrizia, duchesse de Rivalta
- 1965 : Furie sur le Nouveau-Mexique (Young Fury) de Christian Nyby : Sara McCoy
- 1966 : Castle of Evil de Francis D. Lyon : Mary Theresa Pulaski
- 1967 : Fort Utah de Lesley Selander : Linda Lee
- 1975 : Fugitive Lovers de John Carr : Liz Trent
- 1976 : Won Ton Ton, le chien qui sauva Hollywood (Won Ton Ton, the Dog Who Saved Hollywood) de Michael Winner : Miss Batley
- 1977 : Haunted de Michael A. DeGaetano : Michelle
- 1978 : French Quarter de Dennis Kane : Comtesse Willie Piazza/Ida
- 1990 : Evil Spirits de Gary Graver : Janet Wilson
- 1993 : Midnight Witness de Peter Foldy (en) : Kitty
- 1997 : The Man Next Door de Rod C. Spence : Lucia

### Télévision
- 1958 : La Grande Caravane (Wagon Train) (Série) : Beauty Jamison
- 1958 : Letter to Loretta (Série) : Myrna Nelson
- 1959 : Lux Playhouse (Série) : Gloria Crawford
- 1960 : McGarry and His Mouse (Téléfilm) : Kitty McGarry
- 1965 : L'Homme à la Rolls (Burke's Law) (Série) : Dr Terry Foster
- 1967 : Daktari (Série) : Vera Potter
- 1969 : The Outsider (Série) : Jean Daniels
- 1971 : Night Gallery (Série) : Carrie Crane
- 1975 : Police Story (Série) : Angie
- 1984 : Santa Barbara (Série) : Peaches DeLight
- 1984 : Arabesque (Murder She Wrote) (Série) : Elinor
- 1984 : Les Enquêtes de Remington Steele (Série) : Virginia Mayo
- 1986 : La croisière s'amuse (The Love Boat) (Série) : Virginia Wilcox